# Сирия (певица)
Сирия (на италиански: Syria), известна и като Айрис (на италиански: Ayris), псевдоним на Чечѝлия Сѝрия Чипрèси (на италиански: Cecilia Syria Cipressi; * 26 февруари 1977 в Рим, Италия), е италианска певица.

## Биография

### 1990-те години
Сирия е дъщеря на изкуството: баща ѝ е – певецът Лучано Чипреси, известен още като Елио Чипри, който има известен успех през 1960-те години и по-късно е продуцент в звукозаписната компания Фонит Четра.
Младата певица първо привлича вниманието с малки изяви в римските барове, докато не е открита от Клаудио Матоне през 1995 г. Tя официално започва кариерата си през 1995 г., когато печели първо място в песенния конкурс Санремо Джовани, изпявайки кавъра на известната песен на Лоредана Берте „Ти си прекрасна“ (Sei bellissima) и по този начин печели участие във Фестивала на италианската песен в Санремо следващата година.
Сирия печели Фестивала в Санремо през 1996 г. в Категория „Младежи“ с песента „Не съм съгласна“ (Non ci sto) и издава първия си едноименен албум с песни на Клаудио Матоне, включително „Мечта“ (Sogno) кавър на песента на Миета.
През 1997 г. тя отново участва във Фестивала в Санремо, този път сред големите имена, и се класира трета с песента „Ти си“ (Sei tu). В същото време издава втория си албум L'angelo, който носи подписа на Клаудио Матоне и Алберто Салерно. През лятото печели Награда „Телегато“ – „Гласувай за гласа“ наравно с Кармен Консоли като изпълнителка-откритие на годината.
През 1998 г. излиза албумът ѝ Station Wagon излиза. Трите извлечени сингъла от него са „Написах песен за теб“ (Ho scritto una canzone per te), Station Wagon и „Забравена“ (Dimenticata). Различни автори на песни пишат за нея в този албум, сред които Мариела Нава и Мимо Кавало. Тя пее и „Отражение“ (Riflesso) – песен, която е саундтрак към анимационния филм на Дисни „Мулан“.

### 2000-те години
През 1999 г. Сирия започва сътрудничество с Биаджо Антоначи, което води до четвъртия ѝ албум „Като капка вода“ (Come una goccia d'acqua). Продуциран от Антоначи, той излиза на 26 май 2000 г. с лейбъла CGD (Уорнър). В него Сирия пише първия си текст върху музиката на Марина Рей за песента „Проклет да е денят“ (Maledetto il Giorno). Песента „Дали те обичам или не“ (Se t'amo o no) е един от хитовете на лято 2000 г. в Италия. Сирия взима участие и в песента „Да бъда в теб“ (Essere in te) на група 883, от която пее последния запис.
Година по-късно тя се завръща на Фестивала в Санремо с парче на Биаджо Антоначи „Фантастичнолюбов“ (Fantasticamenteamore), което предизвика известен спор, тъй като се смята за твърде сходно по мелодия и аранжимент с парчето на Мадона Ray of light. То е включено в преиздаването на албума „Като капка вода“.
През 2002 г. излиза новият ѝ албум „Моите приказки“ (Le mie favole). Албумът включва „Да бъда в теб“, написана от Макс Пецали (песен, вече изпята заедно в албума Uno in più на група 883), „Ако не си с мен“ (Se tu non sei con me), написана от Джованоти и „Крехки очи“ (Occhi fragili), написана от Джана Нанини и Изабела Сантакроче. В същия диск има и песен, написана от самата Сирия – „Писмо до Аличе“ (Lettera ad Alice), посветена на нейната дъщеричка. Дискът е преиздаден през 2003 г. с добавяне на песента „Любовта е“ (L'amore è), написана от Джованоти и продуцирана от миланския диджей и MC Баси Маестро, с която певицата участва във Фестивала в Санремо през същата година, както и второ неиздавано заглавие, озаглавено „Въздух“ (Aria), издаден като сингъл следващото лято.
Шестият албум на Сирия „Не е грях“ (Non è peccato) излиза през 2005 г. и съдържа 11 непубликувани песни, написани специално за Сирия от различни изпълнители и автори като Джованоти, Тициано Феро, Марио Венути, Ле Вибрациони, Роберто Казалино и Джорджа. От албума са извлечени три успешни сингъла: „Без правила“ (Senza regole), „Не съм“ (Non sono) и едноименният „Не е грях“ (Non è peccato), по който е направен видеоклип, режисиран от Гаетано Морбиоли. Албумът съдържа и почит към Лоредана Бертè, чийто хит „Липсваш ми“ (Mi manchi) постига успех през 1993 г.
Сирия редува кариерата си на певица с тази на театрална актриса, участвайки заедно с Франческо Паолантони в пиесата Jovinelli varietà, написана от Серена Дандини. През 2006 г. си сътрудничи с актьора Паоло Роси в пиесата „Викнете ми Ковалски“ (Chiamatemi Kowalski), която има 95 представления в Италия. Режисьорът Джовани Веронези също се свързва с нея за кратко камео във филма „Наръчник по любов 2 - последващи глави“ (Manuale d'amore 2 - Capitoli successivi). Докато чака да започне записа на новия си албум с Чезаре Малфати от рок групата Ла Крус, Сирия си сътрудничи с няколко групи на италианската инди сцена като Нон вольо ке Клара и Атлетикоделфина.
В края на 2007 г. излизат новите сингли „Разстоянието“ (La distanza) и „Песен на омразата“ (Canzone d'odio) – кавър на Нортпол и група Мамбаса. Те предшестват издаването на седмия албум на певицата, озаглавен „Друга мен“ (Un'altra me), в който Сирия, която междувременно преминава от Уорнър Мюзик Груп към Сони Мюзик, преинтерпретира някои песни на групи от италианската независима сцена: Марта суй Туби, Деасоника, НортПол, Нон вольо ке Клара, Мамбаса, Пертурбационе, Филипо Гати, Атлетикоделфина, Блуме и Марчило Агро. Албумът е издаден на 8 февруари 2008 г. и съдържа 12 песни, включително една неиздадена – „Моменти“ (Momenti), написана от Серджо Ендриго и Чезаре Малфати (бивш член на миланската група Ла Крус и продуцент на целия диск). С тази последна песен певицата се представя на селекцията за Фестивала в Санремо през 2008 г., но без успех.
Албумът получава много добра оценка от критиците, но не постига очаквания комерсиален успех. На 20 февруари 2009 г. Сирия пее в дует, като гостенка, с Долченера на Фестивала в Санремо в категория „Изпълнители“ песента „Моята единствена любов“ (Il mio amore unico) – песен, която въпреки че не се класира за последната вечер, е голям радио хит.
През май 2009 г. излиза сингълът ѝ „Излизам“ (Esco), а през юни сингълът „Виждам в теб“ (Vedo in te), публикуван с псевдонима „Айрис“ и включен в EP-то „Живея обичам излизам“ (Vivo amo esco). Това EP включва и песента „Аз имам теб“ (Io ho te), преаранжирана кавър версия на песента на Донатела Реторе от 1983 г. Целият проект, на който Сирия дава своя глас, е написан и е под редакторството на Серджо Маджони и Джулио Калвино от Хот Госип – група от италианската инди рок сцена.
На 21 юни 2009 г. тя участва в концерта „Приятелки за Абруцо“ на стадион „Сан Сиро“ в Милано в полза на жертвите на земетресението от земетресението в Акуила през 2009 г., като изпълнява, наред с други неща, в квартет с Ирене Гранди, Ноеми и Долченера песента „Завинаги твое момиче“ (Tua ragazza per sempre) на Ирене Гранди и историческата Blowin' in the Wind.

### 2010-те години
През април 2010 г. излиза третият сингъл на Сирия „Аз имам теб“ (Io ho te–, изпят за случая с групата Клуб Дого. Във видеоклипа на песента се появява авторката на оригиналното парче Донатела Реторе. На 19 януари 2011 г. излизаа книгата Baustelle mistici dell'Occidente, която също така говори за сътрудничеството на група Баустеле музикантки, включително със Сирия.
На 3 май 2011 г. излиза новият албум на певицата „Да пишеш на бъдещето“ (Scrivere al futuro) – албум, който бележи завръщането на Сирия към поп музиката. Музиката е написана, аранжирана и продуцирана от Серджо Маджони, а текстът е написан от Дарио Моролдо – певец на инди групата Амари. Сингълът, предшестващ албума е „Скок на цветове“ (Sbalzo di colore) и той е придружен от много креативно видео, което препраща към Поп арта. На 15 юли по радиата излиза вторият сингъл от албума „Да се влюбиш, без да се усетиш“ (Innamorarsi senza accorgersi).
През есента на 2011 г. Сирия участва като вокална педагожка в шоуто за таланти Star Academy. Тя гостува и на сцената на Лаура Паузини в концерта в новогодишната нощ на 2012 г., която е и спирка от туенето на Паузини Inedito Tour. На 20 юли 2012 г. излиза новият сингъл „Все едно не е казано“ (Come non detto) в дует с рапъра Гемон. Песента е заглавната песен на едноименния филм, пуснат по италианските кина на 7 септември.
През май 2014 г. Сирия се завръща на сцената със сингъла „Да мразиш“ (Odiare), написан от Макс Пецали, с който на 26 юни 2014 г. участва в Летния фестивал (Summer Festival) в Рим. На 27 май издава албума си Syria 10 – десети студиен албум в кариерата си. Вторият изваден от него сингъл е кавърът „Много влюбен“ (Innamoratissimo) на едноименната песен на Ригейра от 1986 г.
На 8 май 2014 г. тя е поканена от Лаура Паузини да пее до нея. На 18 май тя пее и свири на конзола в „С музика по радиото“ (Con la musica alla radio) заедно с Малика Аян, Л'Аура, Ема Мароне, Паола Турчи, Ноеми, Ла Пина и самата Лаура Паузини в Таормина. Това шоу се излъчва по телевизията на 20 май като моноспектакъла Stasera Laura: ho creduto in un sogno.
През септември 2015 г. участва в инициативата на списание Музика Джаз в памет на Серджо Ендриго за 10-тата годишнина от смъртта му, изпълнявайки Momenti в компилацията Momenti di jazz. През 2015 г. тя си сътрудничи с Макс Пецали за песен от новия му албум Astronave Max, чието заглавие е Fallo tu.
През 2016 г. е избрана за член на журито на третото издание на програмата TOP DJ, излъчвана по канал Italia 1, и издава сингъла „Исландия“ (Icelanda).
За 20 години кариера Сирия никога не е издавала антология с песните си. През 2016 г. тя отбелязва годишнината с концерт, който разказва с музика историята ѝ. Концертът е записан в специална вечер с цялата ѝ публика на 2 декември в Театър „Гранде“ от Бреша, придружен от оркестър от 52 елемента под диригентството на маестро Бруно Сантори.
С нея да празнуват на сцената с дуети с много приятели: Малика Аян, Гемон, Ла Пина, Ема Мароне, Франческа Микиелин, Ноеми, Паола Турчи и Емилиано Пепе.
През 2017 г. с Юнивърсъл Мюзик Груп излиза нейният нов албум 10 + 10, който събира концерта в Театро „Гранде“ в Бреша и четири неиздавани песни: „Ако знаех“ (Se Sapessi), написана от Джулиано Санджорджи, „Далеч от теб“ (Lontana da te) на Ил Клие, „Вода и лавър“ (Acqua e alloro) на Колапеше и „Исландия“ – кавър на песента на група Флайт Фасилитис с текст на Дарио Моролдо.
Петият неиздаден албум е кавър на „Аз, ти, Франческа и Давиде“ (Io Te Francesca e Davide), изпята през 1997 г. от Амбра Анджолини, написана съвместно с Рикардо Синигалия и възродена под нова форма от Амбра и самата Сирия.
Също през 2017 г. тя поставя спектакъла „Прекрасни“ (Bellissime) в почит към италианската женска музика, акомпанирана на китара първо от Тони Канто, а по-късно от Масимо Джермини.
От юли 2018 г. Сирия се посвещава на един доста важен и пътуващ трибют в много италиански театри, посветен на певицата-авторка на песни Габриела Фери, под ръководството на Сиева Борзак – син на Габриела, озаглавен „Защото вече не пееш“ (Perché non canti più) по сценарий и режисура на Пино Страбиоли, акомпанирана на акустична китара и пиано от Масимо Джермини и Давиде Ферарио.
В интервю за TeatroeMusicaNews Сирия заявява, че си е взела почивка от дискографията, тъй като вече не е стимулирана от идеята за нови музикални продукции. Така потвърждава, че иска да продължи по пътя на театъра.
През 2019 г. тя завръща на сцената на Фестивала в Санремо на вечерта на дуетите заедно с Анна Татанджело с нейната песен „Нашите души през нощта“ (Le nostre anime di notte).

### 2020-те години
През 2021 г. певицата печели шоуто за таланти Star in the Star, водено от Илари Блази по Canale 5, играейки Лоредана Берте. По време на интервю за сп. SuperGuidaTV, певицата разказа за опита си в това шоу:
„Беше сюрреалистично, различно, ново преживяване. Изживяване, което не мислех, че мога да изживея в живота си и когато дойде, от момента, в който през всичките тези години музика не ми липсваше нищо, казах: „Защо не да опитаме?“. Все пак става дума за пеене, преди всичко избрах любимия си изпълнител. Лоредана ми изпрати красиво съобщение в социалните мрежи и бях много доволна, защото тя знае колко много съм ѝ фенка – от 1996 г., когато се появих на Санремо с „Ти си прекрасна“ сред младежите. Знае цялата почит и любов, които изпитвам към нея. Тя винаги е присъствала в моята кариера, всичко е преживяно с голям ентусиазъм и обич към нея“.
През февруари-април 2024 г. Сирия ще участва в театрално-музикално турне в Рим, Катания и няои други италиански градове, посветено на римската певица и нейна съгражданка Габриела Фери.

## Личен живот
Сирия е омъжена за един от най-важните италиански звукозаписни продуценти – Пиер Паоло Перони (* 22 ноември 1959), от когото има син и дъщеря: през 2001 г. Аличе и през 2012 г. Ромео. Двамата живеят в Милано.
Почитателка е на СС „Лацио“. Има различни татуировки, особено по ръцете.

## Дискография

### Студийни албуми
- 1996 - Non ci sto
- 1997 - L'angelo
- 1998 - Station Wagon
- 2000 - Come una goccia d'acqua
- 2002 - Le mie favole
- 2005 - Non è peccato
- 2008 - Un'altra me
- 2011 - Scrivere al futuro
- 2014 - Syria 10
- 2017 - 10 + 10

### Миниалбуми
- 2009 - Vivo amo esco като Airys

### Сингли
- 1996 - Non ci sto
- 1996 - Manchi tu
- 1996 - Batti e batti
- 1997 - Sei tu
- 1997 - L'angelo
- 1997 - Così mi butto via
- 1997 - Riflesso
- 1998 - Station Wagon
- 1998 - Ho scritto una canzone per te
- 1998 - Dimenticata
- 2000 - Se t'amo o no
- 2000 - Fino al cielo
- 2001 - Fantasticamenteamore
- 2001 - Maledetto il giorno
- 2002 - Se tu non sei con me
- 2003 - Mi consumi
- 2003 - L'amore è
- 2003 - L'amore è (Need you tonight) Remix
- 2003 - Aria
- 2005 - Senza regole
- 2005 - Non sono
- 2005 - Non è peccato
- 2007 - La distanza
- 2008 - Canzone d'odio
- 2009 - Esco като Airys
- 2009 - Vedo in te като Airys
- 2010 - Io ho te като Airys, с Клуб Дого
- 2011 - Sbalzo di colore
- 2011 - Innamorarsi senza accorgersi
- 2012 - Come non detto с Гемон
- 2014 - Odiare
- 2014 - Innamoratissima
- 2015 - Come stai
- 2016 - Islanda
- 2017 -  Lontana da te
- 2017 -  Io, te, Francesca e Davide c Амбра Анджолини

## Телевизия
- TOP DJ (Italia 1, 2016), жури
- Star in the Star (Canale 5, 2021), конкурентка победителка